# 豊田市立猿投中学校
豊田市立猿投中学校（とよたしりつ さなげちゅうがっこう）は、愛知県豊田市加納町東股にある公立中学校。通称は、「猿中(さるちゅう)」。
近くにある豊田市立猿投台中学校と名前が似ているので、よく間違えられる。ちなみに猿投台中は「台中(だいちゅう)」「猿台(さるだい)」と呼ばれている。

## 沿革
- 1948年（昭和23年） - 猿投村立北部中学校として開校。
- 1953年（昭和28年） - 町制施行により、猿投町立北部中学校となる。
- 1967年（昭和42年） - 猿投町の市町村合併により、豊田市立猿投中学校となる。

## 通学区域
以下の小学校区。
- 豊田市立加納小学校
- 豊田市立東保見小学校（一部）
- 豊田市立四郷小学校（一部）

## 周辺
- 豊田市立加納小学校
- 猿投グリーンロード加納IC、猿投IC、猿投東IC
- 愛知県道283号加納東保見線
- 愛知県道349号深見亀首線